# École nationale supérieure d'horticulture
L'École nationale supérieure d'horticulture (ENSH) est une école d'ingénieur française. Fondée à Versailles (Yvelines) en 1874, elle a été transférée à Angers en 1995 et devient l'institut national d'horticulture et de paysage à partir de 1998. C'est la plus ancienne institution d'enseignement de l'horticulture et de l'art des jardins en France.

## Historique

### Le potager du roi à Versailles

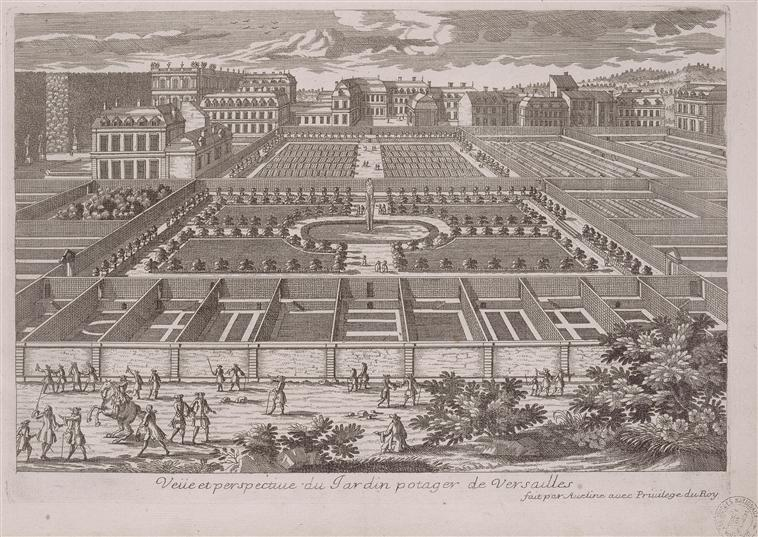
Le Potager du roi au XVIIIe siècle

L'histoire de l'école est liée à l'histoire du potager du Roi à Versailles (Yvelines). Le 3 octobre 1848, le gouvernement de la deuxième république décide la création d’un institut national agronomique situé à Versailles dans les Grandes Écuries qui ouvre ses portes en décembre 1850. Le potager de Versailles devient le champ d’application d’un établissement d’instruction. La direction des jardins est confiée à Auguste-François Hardy. L’institut national agronomique est supprimé par décret le 14 septembre 1852, au rétablissement du second Empire.

### Proposition de Pierre Joigneaux et Victor Guichard

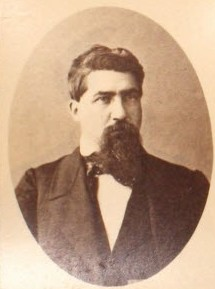
Pierre Joigneaux.

Sous la Troisième république, Pierre Joigneaux, député représentant de la Côte-d’Or et Victor Guichard, député de l’Yonne, déposent une proposition de loi « relative à la création d’une école nationale de jardinage au potager de Versailles ». Ils justifient ainsi leur projet de loi :  
« Le jardinage – M. de Dombasle l’a dit avant nous – est une des principales ressources des campagnes ; aussi le voyons nous à regret, presque partout négligé et dédaigné. Il n’en reste pas moins cependant la plus haute expression de la culture intensive. C’est par le jardinage qu’on obtient les plus forts rendements. ». 

### Fondation de l'école d'horticulture de Versailles en 1874
La loi est adoptée par l’Assemblée nationale dans sa séance du 16 décembre 1873 et l’école d’horticulture de Versailles qui ouvre ses portes en 1874. Auguste Hardy est le premier directeur. Peu de temps après, en 1875, unr loi est votée qui créée les écoles pratiques d'agriculture.
Le terrain d'application de cette école est, dès sa création, situé dans le potager du Roi et reprend l'activité de l'Institut national agronomique.
Le but de l'école est de « former des jardiniers éclairés qui soient aptes après deux années d’études théoriques et pratiques, à propager et vulgariser dans nos départements les bonnes méthodes et les bonnes explications ». À la fin du XIXe siècle, les métiers exercés par les anciens élèves sont variés : museum d’histoire naturelle de Paris, directeurs de jardins botaniques, jardiniers en chefs dans les villes, professeurs de sociétés d’horticulture, jardiniers en chef d’écoles nationales d’agriculture (Grignon, Grandjouan et École vétérinaire d’Alfort), jardiniers d’écoles pratiques d’agriculture, architectes paysagistes. Une grande partie des anciens élèves devient horticulteur ou travaillant dans l’établissement de leur père, jardiniers dans les jardins de l’État ou de la ville de Paris. Mais aussi pépiniéristes, maraichers, marchands grainiers.

Bâtiments de l'école d'horticulture de Versailles à la fin du XIXe siècle
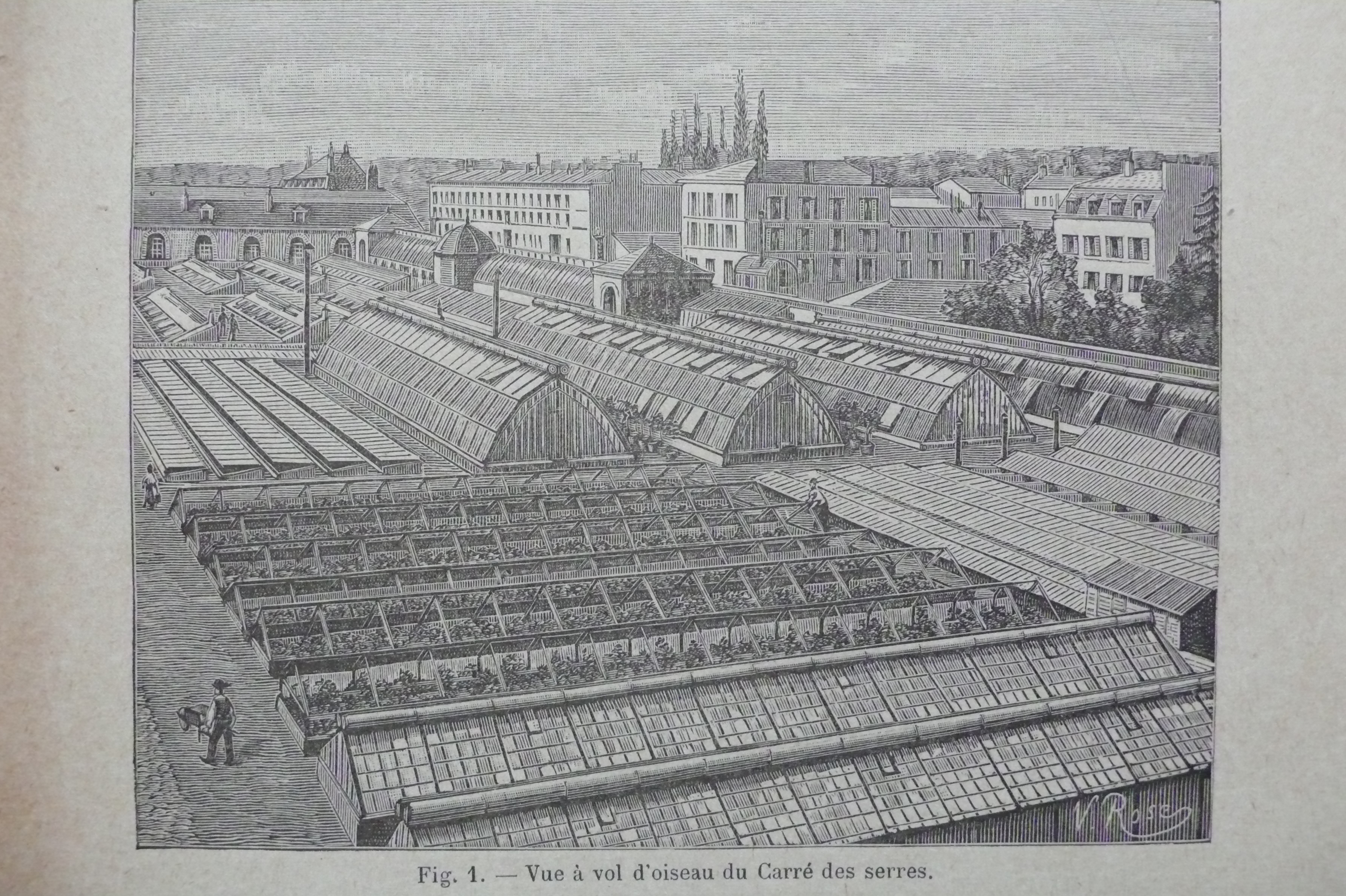
Carré des serres de l'école d'horticulture de Versailles (1890).
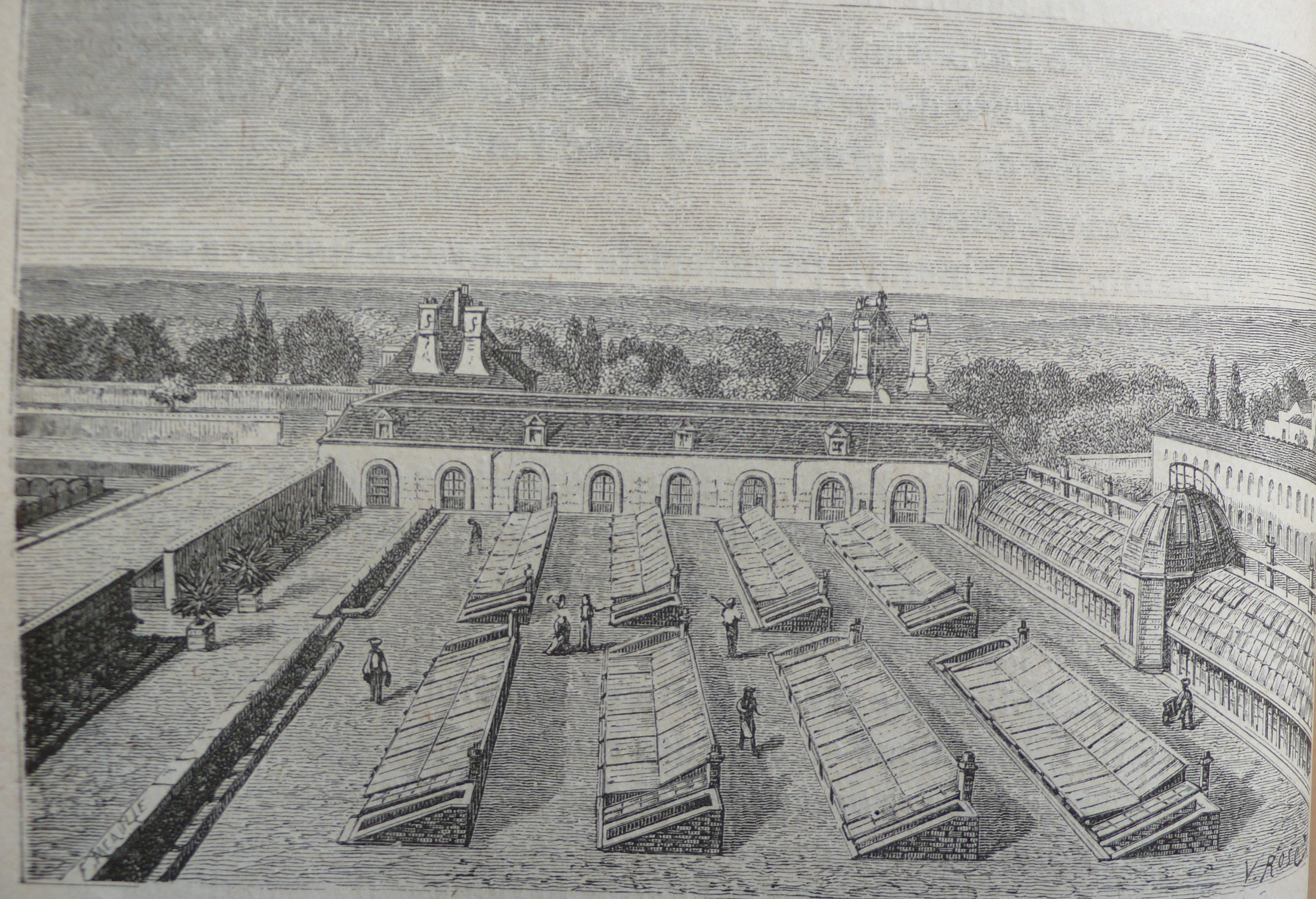
salles d’étude, serres et bâches pour la culture des primeurs

### Création de la section du paysage et de l'art des jardins (1945)

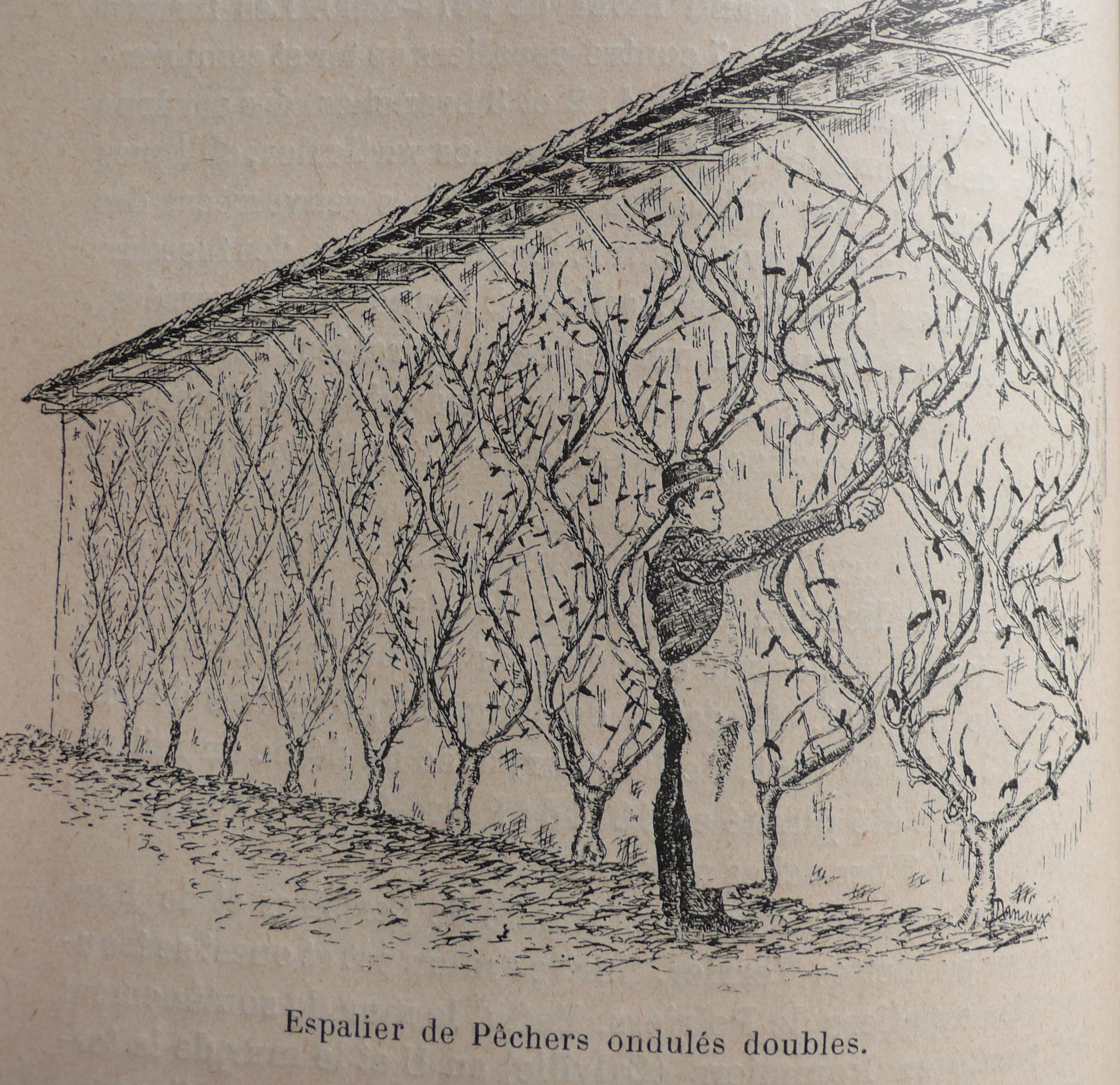
Espalier de pêchers ondulés doubles (1898)

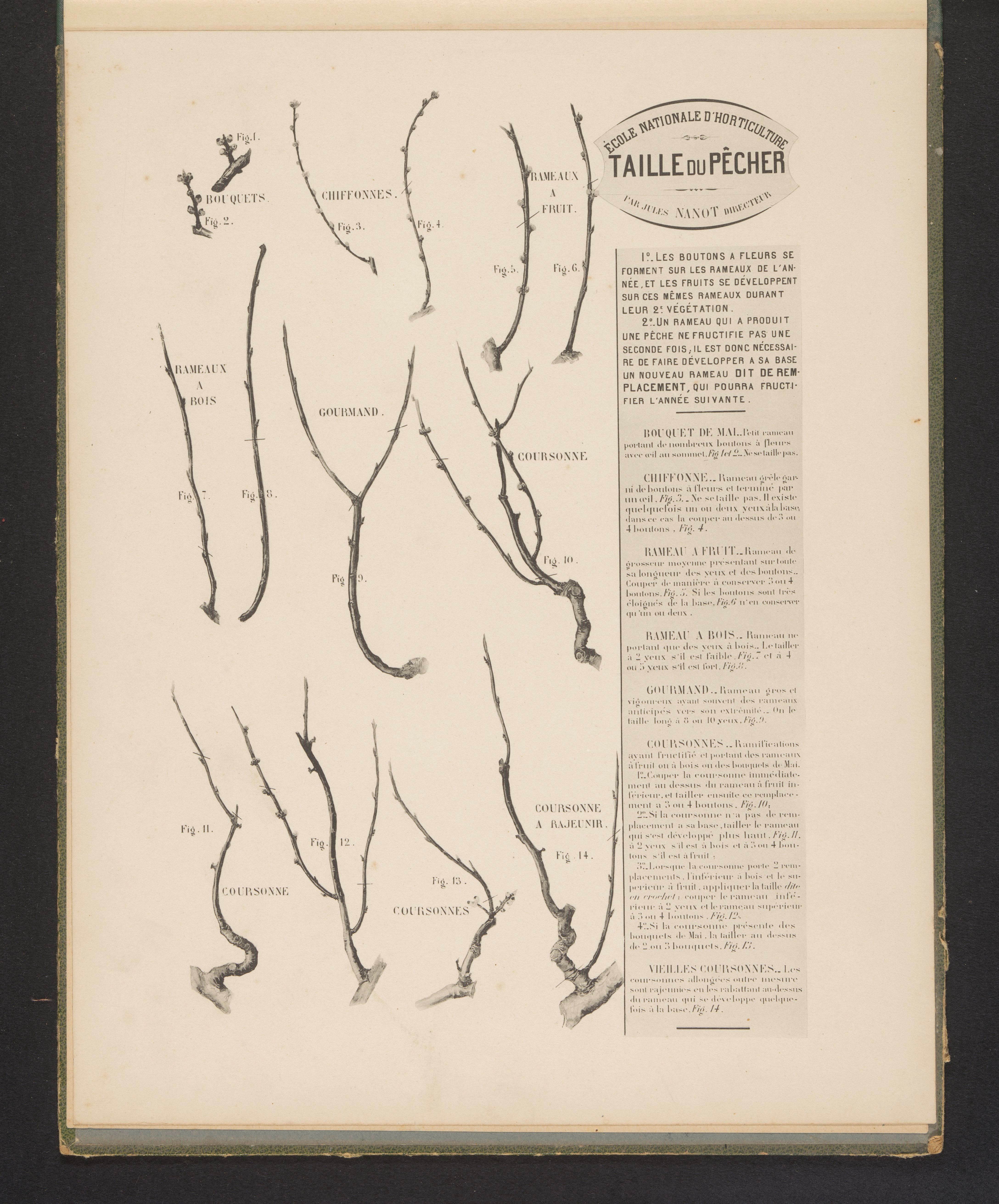
taille du pêcher

En 1945, une nouvelle section est créée, intitulée Paysage et art des Jardins, qui permet d'obtenir le « diplôme de paysagiste de l’école nationale d’horticulture ». Cette section est également accessibles pour les ingénieurs agronomes, agricoles ou horticoles, qui obtiennent alors le diplôme de « ingénieur paysagiste de l’ENH ». Cependant, le nombre de diplômes délivrés de 1946 à 1974 est faible : 128.

### L'école nationale supérieure d'horticulture (1961)

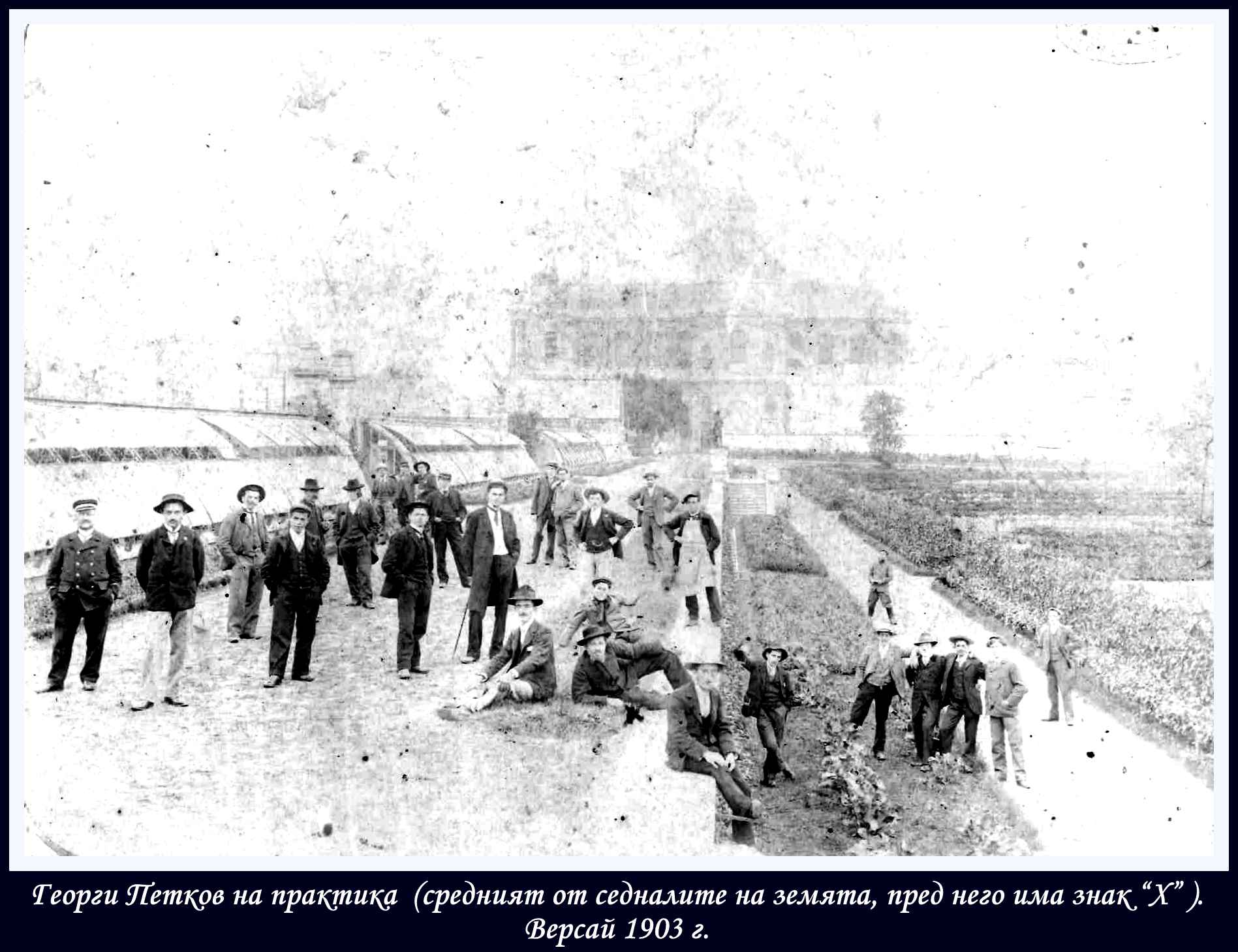
Georgi Petkov est le premier bulgare qui a reçu une éducation académique en aménagement paysager, architecture de paysage et pomologie à Versailles

À la suite du décret du 20 juin 1961 portant application de la loi du 2 août 1960 sur l’enseignement et la formation professionnelle agricole, l'école change de statut, elle devient école nationale supérieure, au même titre que les écoles nationales supérieures d'agronomie. Selon l'article 15 de la loi : « la formation d’ingénieurs horticoles est actuellement assurée par l’école nationale d’horticulture de Versailles qui devient l’école nationale supérieure d’horticulture de Versailles ».
Mais l’école n’a pas qu’une vocation nationale car elle a aussi reçu des étudiants étrangers. En 1897, 24 étudiants venaient de 14 pays différents : des pays francophones d’Afrique surtout, mais aussi du Proche Orient et d'Amérique latine dans une moindre mesure.
Le même décret créé l'école nationale supérieure de paysage de Versailles.

### Transfert à Angers en 1995
Afin de rétrograder cette école de 3e cycle de spécialisation d'ingénieurs (bac+6) en école de second cycle, Édith Cresson a décidé de délocaliser l'ENSH.
Cette école a été transférée à Angers en 1995, puis fusionnée en 1998 avec l'École nationale d'ingénieurs des travaux de l'horticulture et du paysage d'Angers, pour donner naissance à l'Institut national d'horticulture.
C'est l'école nationale supérieure de paysage de Versailles qui prend en charge le potager du roi de Versailles.

## Organisation des études et diplôme
La durée des études était de 3 ans, avec un rythme de travail prévu pour être intensif. L’article 1er du règlement intérieur prévu dans la proposition de loi de 1873 indiquait que la journée commence en hiver à 6 heures et en été à 5 heures du matin et finit à 9 heures du soir.
Le nombre de candidats admis était fixé à 40. Puis le nombre d'admis augmente quelques années plus tard. En réalité, faute de bourses, tous les admis n’entraient pas à l’école et seul un petit nombre y terminaient leurs études. Par exemple, en 1897 : 1032 élèves admis, mais 219 seulement obtiennent le diplôme de l’école nationale d’horticulture.
La loi du 2 août 1918 institue, comme intitulé de diplôme : « diplôme de l’enseignement supérieur de l’horticulture ». Puis, le titre d’ingénieur horticole est créé à la suite de la loi du 17 juillet 1927 sur l’organisation de l’enseignement public de l’agriculture. L'article 4 précise que « les élèves de l’école nationale d’horticulture reçoivent le diplôme d’ingénieur horticole ».

## Description de l'école et du jardin d'application

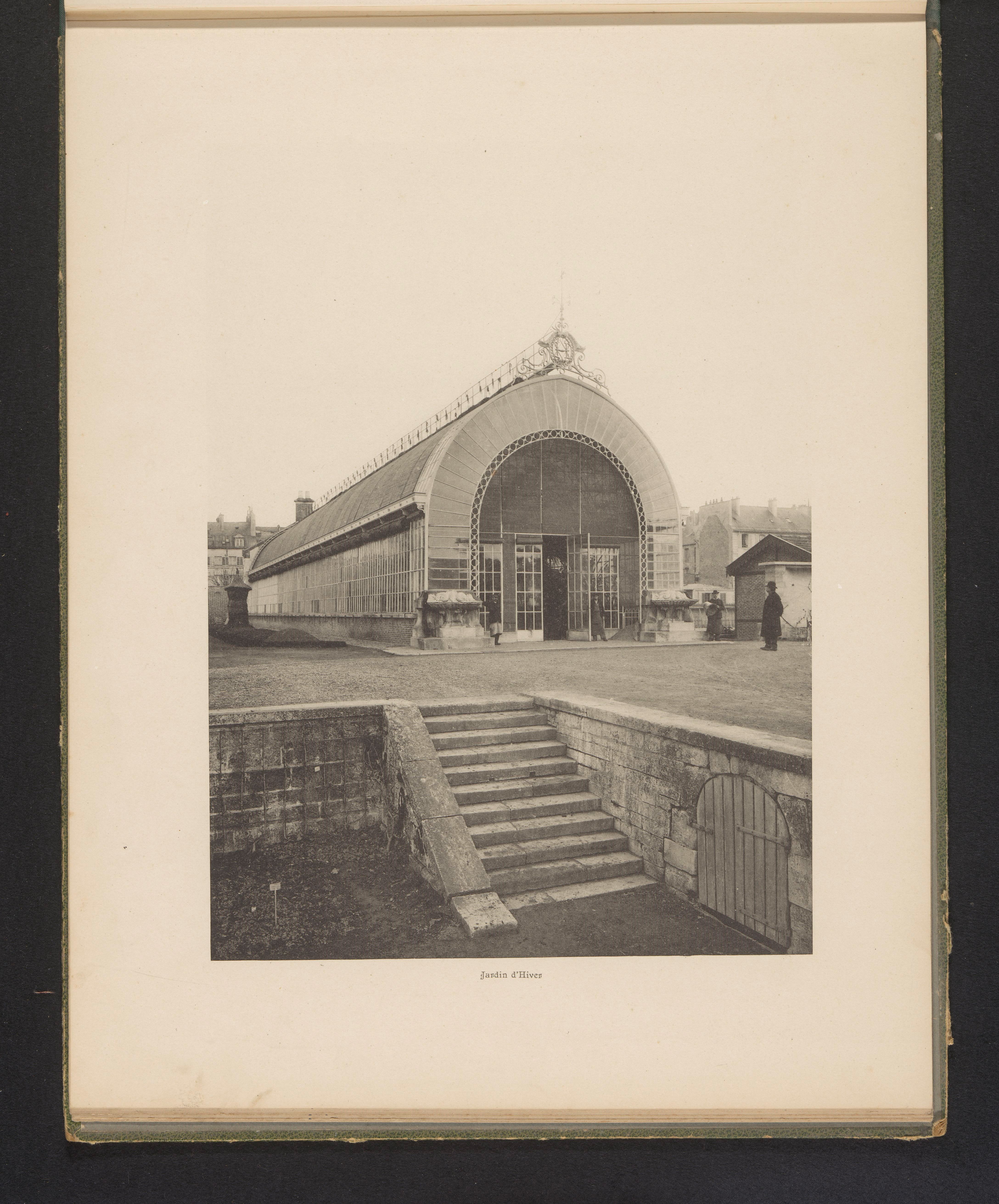
Le jardin d'hiver, une serre monumentale (école d'horticulture de Versailles, fin du XIXe siècle)

Les bâtiments sont composées de salles d’étude et de collections, d'une bibliothèque, d'un laboratoire, et des ateliers.
Les jardins portent des noms en fonction de l'histoire du potager du roi et des types de cultures qui y sont pratiquées. Le Jardin d’hiver est un jardin vitré de 50 mètres de longueur et de 9 mètres de largeur construit en 1880 d’après les dessins de M. Guillaume avec des végétaux d’ornement de la flore tropicale. Le jardin Saint-Louis dit le Carré des couches, anciennement ce carré portait le nom du carrée des Trois Jardins car il était divisé en trois compartiments séparés par des murs qui ont été abattus, dans ce jardin il y a des lignes de bâches en planches pour faire pousser les melons et les fraisiers chauffés au thermosiphon.
Le jardin d’application de l'école d'horticulture de Versailles est composé de cultures potagères et de cultures fruitières comprenant plus de 1200 variétés différentes (poiriers, pommiers, pêchers, vigne, pruniers, groseilliers, abricotiers, cerisiers, framboisiers, figuiers, noyers, cognassiers, amandiers, néfliers). Il y avait également des légumes primeurs (culture forcée), de la floriculture, de l'arboriculture d’ornement, des serres de culture, une pépinière, une école de botanique, une station météorologique.
La vente de produits se faisait au bénéfice de l’État.

## Directeurs
- Auguste Hardy (décédé à son poste en 1891 ; 13 ans directeur et 43 ans au potager du roi)[1]
- Jules Nanot (ingénieur agronome et maître de conférence à l’Institut national agronomique, directeur jusqu’en 1924)[1]
- Pinelle (ancien élève, directeur jusqu’en 1936)[1]
- Fauch (ingénieur horticole) jusqu’en 1945[1]
- Lenfant (ingénieur horticole) jusqu’en 1959[1]
- Le Guelinel, ingénieur agronome directeur en 1974[1].

## Élèves notoires
- Alfred Nomblot (1868-1948), major de sa promotion[7] : pépiniériste, président de l'Académie d'agriculture de France et président de la Société nationale d'horticulture de France.